# Акиёсидай
Акиёсидай (яп. 秋吉台, あきよしだい) — крупнейшее карстовое плато Японии, расположенное на территории города Мине префектуры Ямагути. Площадь достигает более 130 км². Разделено на две части рекой Кото.
Средняя высота: 200—400 метров. Плато покрыто лугами, усеянными многочисленными острыми камнями. Плато является местом крупнейшей добычи мрамора в Японии. Входит в состав Национального парка «Плато Акиёсидай». С 2005 года охраняется Рамсарской конвенцией.